# Alpesi kecske

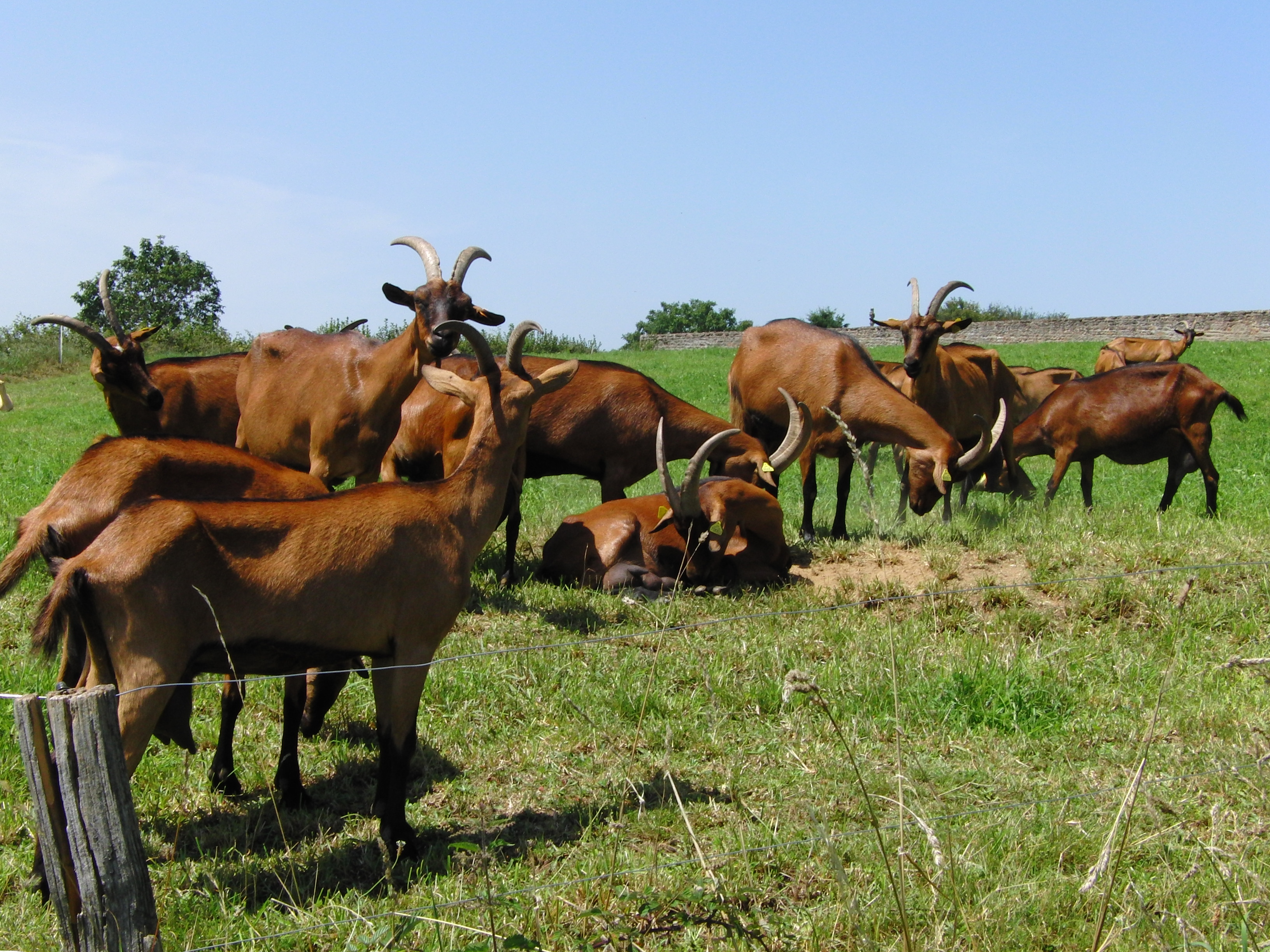

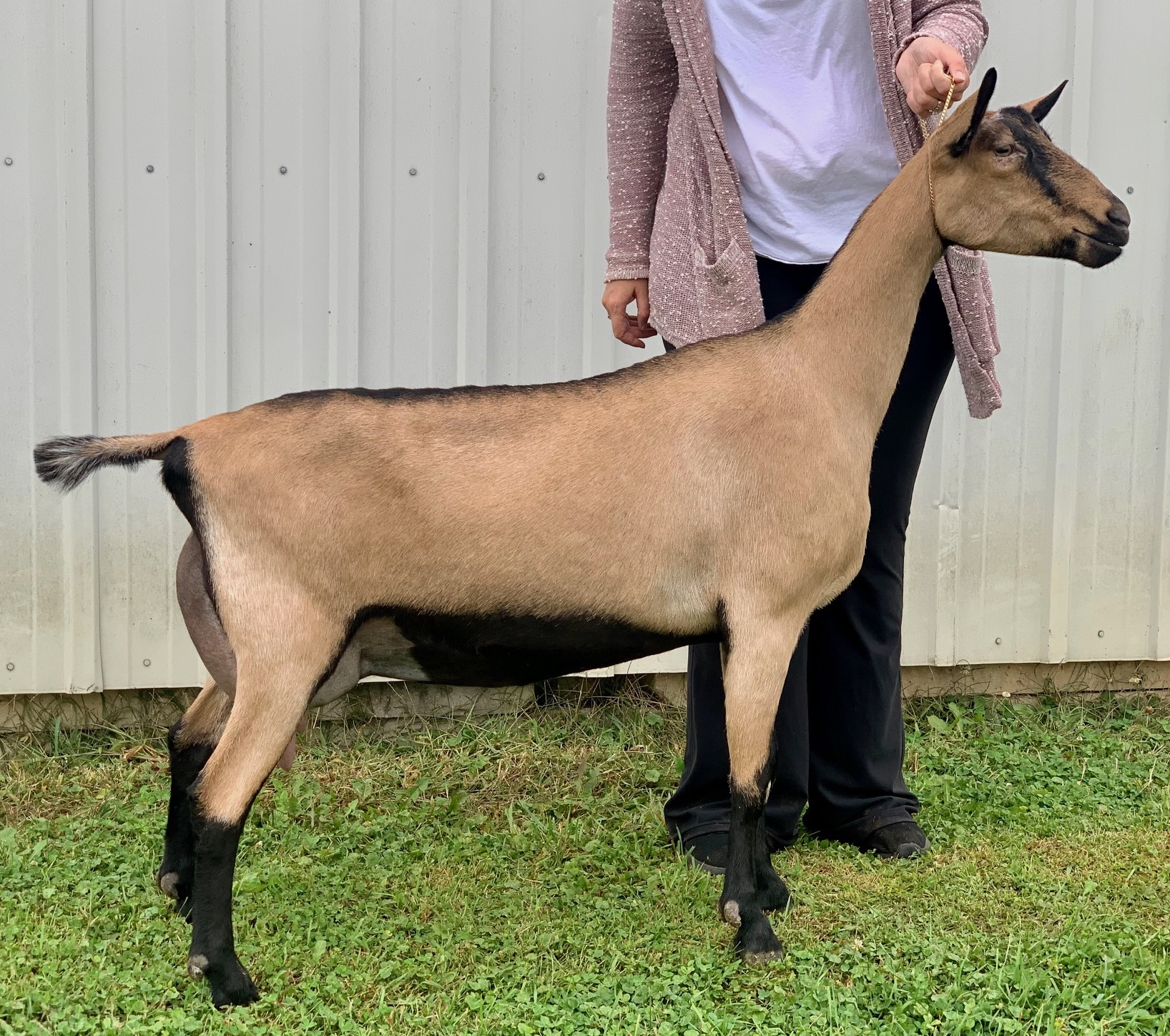
Amerikai alpesi

Az alpesi kecske egy nagy-közepes nagyságú házi kecske fajta, amely a különösen erős fejőképességéről ismert. Nincsen standardizált színe vagy mintázata, habár bizonyos mintázatokat a tenyésztők diszkriminálják. Szarvakkal, egyenes profillal és felálló fülekkel rendelkezik.
Az Alpokból származik, Svájc és Franciaország területéről. A felnőtt állat súlya 61 kg, marmagassága 76 cm. Bundájának színe a fehértől vagy szürkétől a barnáig és feketéig terjedhet. Jól fejő fajta. A tejéből vajat, sajtot, szappant, fagylaltot vagy bármilyen más, általában tehéntejből készített tejtermék készíthető. Gyakran használják kereskedelmi tejtermelésre, valamint tanyasi tejelő kecskének.

## Típusai
Az alpesi kecskének két altípusát tenyésztették ki, melyek a következők:
- Francia alpesi: az eredeti altípus
- Amerikai alpesi: a fajta Egyesült Államokban bevitt egyedeiből tenyésztették ki más fajtákkal keresztezve. Küllemre és temperamentumra nem sokban különbözik a francia alpesitől, de előfordulhat, hogy a keresztezés miatt kevésbé szabványos mintázatú vagy felépítésű.

## Leírása
Az alpesi kecske közepes vagy nagy méretű fajta. A bak marmagassága 81 cm, az anyáé pedig a 76 cm. Szőre rövid vagy közepes hosszúságú, valamint minden színben és kombinációban előfordul. Fülei felállóak és profilja egyenes, valamint szívós természete által "éber kecskének" is hívják, mely képes alkalmazkodik bármilyen éghajlathoz. Az egyetlen felálló fülű fajta, amelyik bármilyen színben vagy színkombinációban előfordulhat.
Az ivarérettséget a hím 4-5, a nőstény pedig 5-6 hónapos korában éri el. Ugyanakkor a nőstényeket addig nem szabad tenyészteni, amíg el nem érik a 34-36 kg-os súlyt. Az anyakecske vemhessége 145-155 nap. Az ikerszülés a legáltalánosabb, de születhet néha egy gida vagy pedig akár öt darab is.
Barátságos és kíváncsi állat, de ugyanakkor lehet független és akaratos is. Élénk természete miatt csak kültéri tartásra való.
A fehér és a toggenburgi mintájú egyedeket kizárják a tenyésztésből.

## Eredete
Eredetileg svájci eredetű, de "alpesi" néven Franciaországból vált világszerte elterjedt fajtává.

## Tenyésztési cél
A fő tenyészcél a 270-300 napos laktációs időszakban 900 kg-os laktációs tejtermelés elérése  a szaporasági mutatók megőrzésével.

## Fordítás
Ez a szócikk részben vagy egészben  az   Alpine goat című angol Wikipédia-szócikk fordításán alapul.  Az eredeti cikk szerkesztőit annak laptörténete sorolja fel. Ez a jelzés csupán a megfogalmazás eredetét és a szerzői jogokat jelzi, nem szolgál a cikkben szereplő információk forrásmegjelöléseként.